# Ciro Pestana

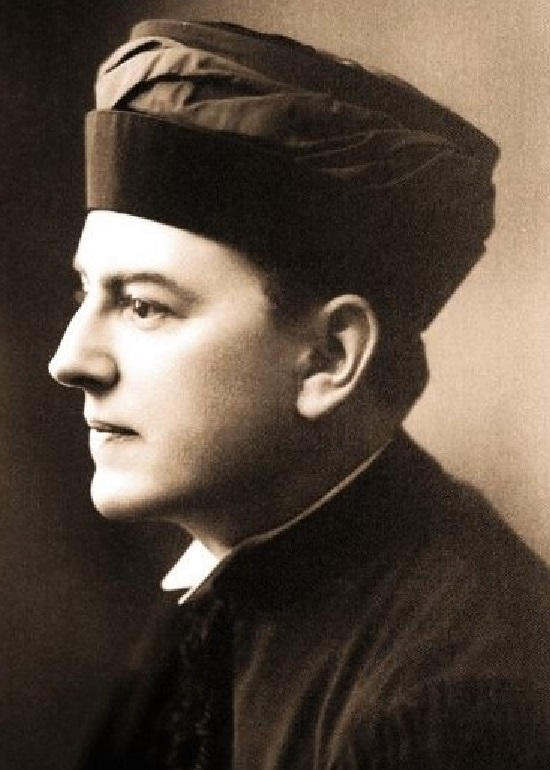
Desembargador Ciro Pestana

Ciro Pestana (Porto Alegre, 17 de novembro de 1898 — Porto Alegre, 1 de maio de 1982) foi um magistrado brasileiro.
Bacharel em Direito pela antiga Faculdade Livre de Ciências Jurídicas e Sociais do Rio de Janeiro (hoje Faculdade Nacional de Direito) em 1919, iniciou no ano seguinte sua carreira na magistratura do Rio Grande do Sul. Foi Juiz de Direito nas comarcas de São Sebastião do Caí, Soledade, São Gabriel, São Vicente do Sul, São Borja, Cachoeira do Sul, Santa Maria e Porto Alegre. Foi Desembargador do Tribunal de Justiça do Rio Grande do Sul entre 1952 e 1968 e Presidente do Tribunal Regional Eleitoral nos anos de 1961 e 1962.
Em 14 de maio de 1959, Pestana concedeu liminar que suspendeu a estatização da Companhia de Energia Elétrica Rio-Grandense, controlada por capital norte-americano, pelo então Governador Leonel Brizola. Sua decisão foi elogiada pelo jornal O Estado de S. Paulo, que, em editorial de 16 de maio daquele ano, considerou o Desembargador Pestana como símbolo da "consciência jurídica da Nação". A liminar não impediria, no entanto, a consumação da estatização e a criação, quatro anos mais tarde, da Companhia Estadual de Energia Elétrica.
Ciro Pestana era filho do líder republicano Augusto Pestana, primeiro Prefeito de Ijuí e fundador da Viação Férrea do Rio Grande do Sul. Casou-se em 1929 com Luiza dos Santos Chagas, bisneta do Barão de Candiota. Entre os filhos do casal está o engenheiro João Augusto Chagas Pestana (1936-2020), primeiro presidente do conselho da empresa Rio Grande Energia.